# Jackson Davies
Jackson Davies (* 17. März 1950 in Wetaskiwin, Alberta) ist ein kanadischer Schauspieler.

## Leben
Davies hatte sein Schauspieldebüt 1979 mit einer kleinen Rolle in der Filmkomödie Dollarrausch mit Donald Sutherland und Brooke Adams in den Hauptrollen. Ab demselben Jahr übernahm er die Rolle des Mounties John Constable in der Fernsehserie Strandpiraten, die sich zu diesem Zeitpunkt bereits in der achten Staffel befand. Bis zur Einstellung der Serie 1990 wirkte er in 104 Episoden mit.
Daneben spielte er in einigen in Kanada gedrehten US-amerikanischen Spielfilmen und Episodenrollen in Serien, darunter mehrere Folgen der Serien MacGyver und 21 Jump Street – Tatort Klassenzimmer.

## Filmografie (Auswahl)
- 1979: Strandpiraten
- 1979: Dollarrausch
- 1984: Runaway – Spinnen des Todes (Runaway)
- 1987: Die Nacht hat viele Augen
- 1987: 21 Jump Street – Tatort Klassenzimmer
- 1988: MacGyver
- 1990: Ein Vogel auf dem Drahtseil
- 1991: Bingo – Kuck mal, wer da bellt!
- 1992: Diagnose: Mord
- 1994: Der Mann, der niemals starb (The Man Who Wouldn't Die)
- 1994: Akte X – Die unheimlichen Fälle des FBI
- 2001: Freddy Got Fingered
- 2004: A Beachcombers Christmas